# Martin Gülich
Martin Gülich (* 10. Februar 1963 in Karlsruhe) ist ein deutscher Schriftsteller.

## Leben
Martin Gülich studierte von 1981 bis 1988 Wirtschaftsingenieurwesen an der Universität Karlsruhe. Von 1989 bis 1996 arbeitete er als Planungs- und Softwareingenieur im südwestdeutschen Raum. Seit 1997 lebt er als freier Schriftsteller in Freiburg im Breisgau. Daneben ist er als freier Lektor und Leiter von Schreibwerkstätten tätig. Von 2000 bis 2005 war er Leiter des Literaturbüros Freiburg.
Gülich ist Verfasser von Romanen, Erzählungen und Gedichten. Von 2000 bis 2003 war er Mitherausgeber der Literaturzeitschrift Konzepte.
Gülich ist Mitglied des Verbandes Deutscher Schriftsteller und des Literaturforums Südwest. Er erhielt u. a. 1999 und 2001 ein Stipendium des Förderkreises Deutscher Schriftsteller in Baden-Württemberg, 2003 den Thaddäus-Troll-Preis, 2005 das Stadtschreiberramt der Stadt Rottweil, 2006 ein Aufenthaltsstipendium des Klosters Cismar, 2008 den Förderpreis des Reinhold-Schneider-Preises, 2009 ein Stipendium des Künstlerhauses Edenkoben sowie 2010 ein Stipendium des Heinrich-Heine-Hauses der Stadt Lüneburg.
Die Roman-Novelle Was uns nicht gehört (2012) handelt von einer Beziehungssuche in der Midlife-Krise. Ein Buchhalter beschließt, auszusteigen und mit einer Kleinkunst-Partnerin durch die Clubs der deutschen Provinz zu tingeln.

## Werke
- Vorsaison, Roman. Schöffling & Co., Lüneburg 1999.
- Bellinzona, Nacht, Roman. Schöffling & Co., Lüneburg 2001.
- Bagatellen, Kurzprosa. edition selene, Wien 2003.
- Die Umarmung, Roman. Schöffling & Co., Frankfurt am Main 2005.
- Später Schnee, Roman. Schöffling & Co., Frankfurt am Main 2006.
- Septemberleuchten, Roman. Nagel & Kimche, Zürich 2009.
- Was uns nicht gehört, Roman. Nagel & Kimche, Zürich 2012.
- Die abenteuerliche Reise des Gaspar Amundsen, illustriert von Laura Fuchs. Thienemann, Stuttgart 2016, ISBN 978-3-522-45824-5.

Drama
- Moon – Ein Spiel. 2008, Uraufführung am Zimmertheater Rottweil.

Hörspiele
- 2013: Septemberleuchten nach seinem gleichnamigen Roman. Produktion: SWR, Regie: Felicitas Ott.
- 2014: Die Umarmung. Produktion: SWR, Regie: Felicitas Ott.
- 2015: "Quitt" 7 Kurzhörspiele. Produktion: SWR für die ARD Jugendwellen und Kulturprogramme, Regie: Leonhard Koppelmann.

## Herausgeberschaft
- Im Windschatten der Zeit, Freiburg 2002 (Hrsg. zusammen mit Bernd-Jürgen Thiel)
- Zeitzonen, Wien 2004 (Hrsg. zusammen mit Antje Rávic Strubel, Thomas Hoeps und Michael Lentz)